# Ardmore (Tennessee)
Pour les articles homonymes, voir Ardmore.
Ardmore est une municipalité américaine située dans les comtés de Giles et de Lincoln au Tennessee. Lors du recensement de 2010, sa population est de 1 213 habitants.

## Géographie
Ardmore est située à la frontière avec l'Alabama. De l'autre côté de la frontière, on trouve la ville d'Ardmore (Alabama), à cheval sur les comtés de Limestone et de Madison. Selon le Bureau du recensement des États-Unis, la municipalité s'étend sur 4,59 milles carrés (11,89 km2). Seule une petite partie d'Ardmore s'étend sur le comté de Lincoln : 0,51 mille carré (1,32 km2) pour 124 habitants.

## Histoire
En 1910, les travaux du Louisville and Nashville Railroad entre Nashville et Decatur débutent. L'année suivante, Alex Austin ouvre un commerce en Alabama pour le chantier du chemin de fer ; la localité qui s'y créée prend alors le nom d'Austin.
En 1914, le chemin de fer est mis en service et la gare est dénommée Ardmore. La ville d'Austin adopte par la suite ce nom, qui fait référence au port irlandais d'Ardmore. Une partie de la ville se développe du côté de l'Alabama, qui accueille notamment une école dès 1915, tandis qu'une autre s'étend dans le Tennessee, où se trouve notamment la banque d'Ardmore à partir de 1918. Ardmore devient une municipalité du Tennessee en 1949.

## Démographie
Au recensement de 2000, 1 082 habitants et 306 familles habitent dans la ville. La densité de la population est de 92 h/km². 
La population est alors composée de :
- 96,86 % blancs
- 1,76 % Afro-américains
- 1,39 % Hispaniques
- 0,65 % Amérindiens
- 0,09 % Asiatiques
- 0,65 % Autres

## Tourisme
Ardmore est le siège du Tennessee Department of Tourist Development Welcome Center. 